# Rito copto

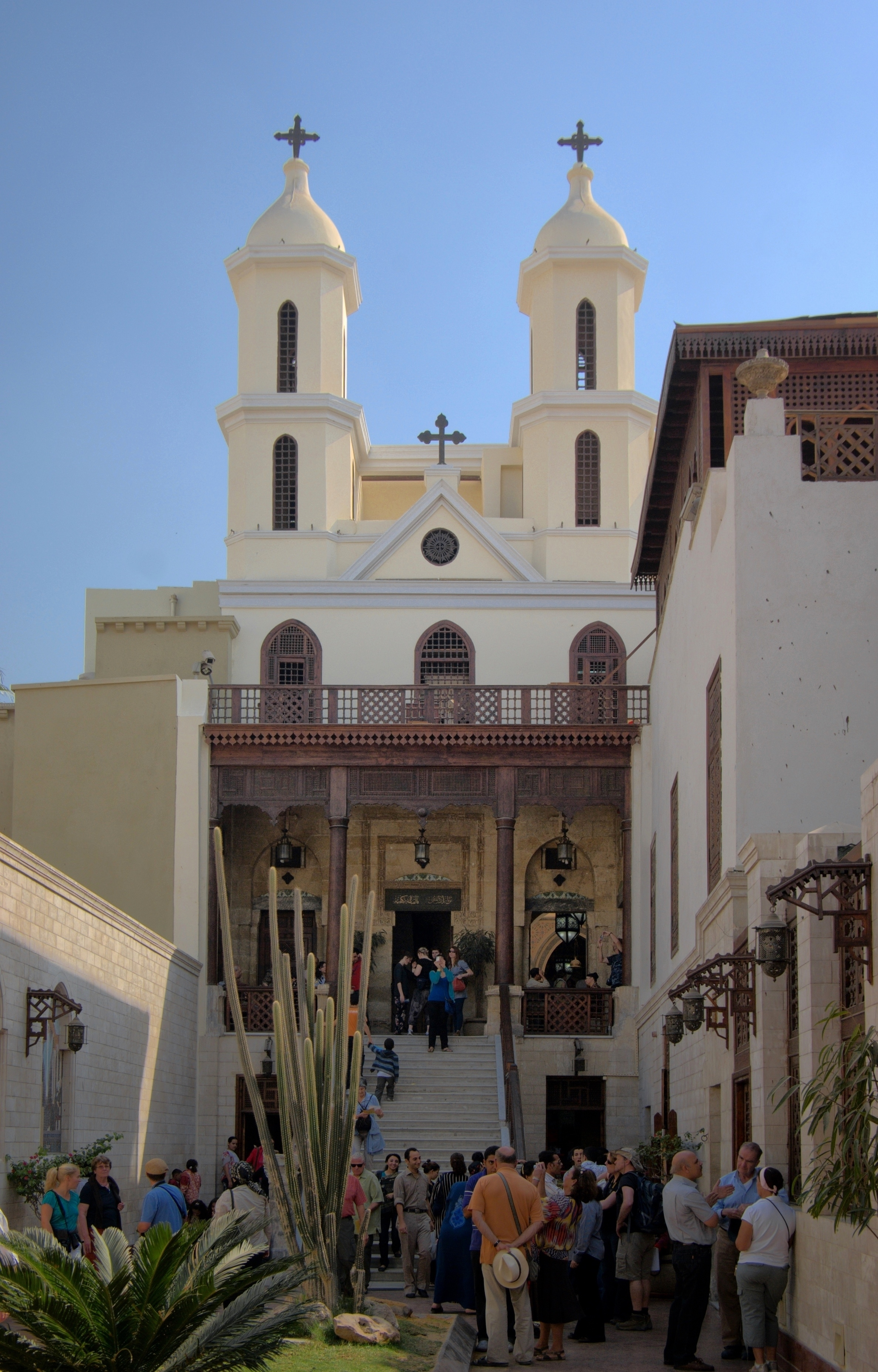
Una chiesa copta al Cairo

Il rito copto è uno dei riti liturgici orientali del cristianesimo, utilizzato dall'antica Chiesa ortodossa copta e dalla Chiesa copta cattolica. Insieme al rito etiope, appartiene alla tradizione liturgica alessandrina. 

## Storia
Il rito copto ebbe origine nell'antica chiesa di Alessandria, che nei primi secoli del cristianesimo era prevalentemente greca nella sua composizione etnica. Quindi il rituale si diffuse tra gli abitanti indigeni dell'Egitto, i copti, in mezzo ai quali è sopravvissuto fino ad oggi. 
La Chiesa copta ortodossa, in qualità di uno dei successori storici dell'antica chiesa di Alessandria, non accettò le decisioni del Concilio di Calcedonia, e come il resto delle Chiese orientali antiche, si divise dalla Chiesa ortodossa di rito bizantino dalla seconda metà del V secolo. Lo scisma ecclesiale e il conflitto con Bisanzio portarono alla creazione in Egitto di una comunità greca alternativa alla fazione calcedoniana di Alessandria di rito greco. Dopo la conquista dell'Egitto da parte degli arabi, la Chiesa copta fu perseguitata. Tutto ciò ha portato a significativi cambiamenti nel rito liturgico della Chiesa copta. 
La più antica liturgia copta, la liturgia dell'apostolo Marco, fu la principale liturgia della chiesa copta fino al VIII - IX secolo. La Chiesa di Costantinopoli combatté attivamente contro la liturgia dell'apostolo Marco e il rito copto in quanto tale, cercando di raggiungere l'unificazione del culto in Oriente. Nel XII secolo, nel rito copto, ovunque tranne nei monasteri copti che sfidavano Costantinopoli, le liturgie erano vicine a quelle bizantine. 
Dopo la formazione della Chiesa copta cattolica nel 1741, si iniziò a usare il rito copto nel culto. I copti cattolici riuscirono a difendere il loro rito dalla latinizzazione sotto tutti gli aspetti, ad eccezione della tradizione monastica, che organizzarono secondo il modello cattolico romano. Nell'antica chiesa copta orientale, viene conservata la storica tradizione monastica copta. 

## Liturgia eucaristica

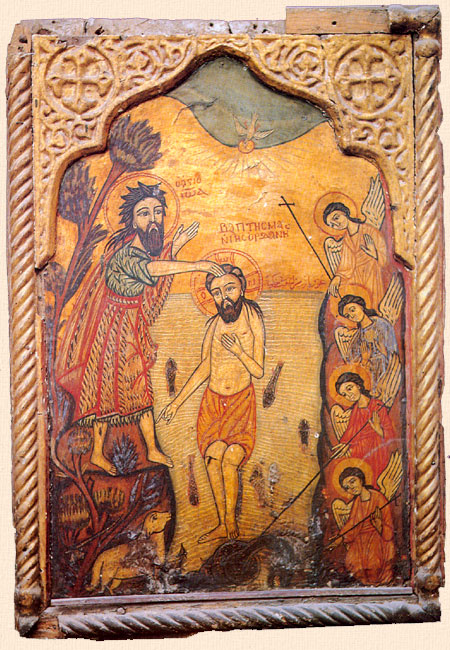
Epifania. Icona copta

Una caratteristica del rito copto è la grande varietà di liturgie. La liturgia storica dei copti, la liturgia dell'apostolo Marco, praticamente scomparve dall'uso nel XII secolo, sostituita da liturgie di tipo bizantino. Attualmente, ci sono tre liturgie nel rito copto: 
- Liturgia di San Basilio il Grande - celebrata nei giorni ordinari, contiene un'anafora di tipo bizantino, ma differisce dalla liturgia con lo stesso nome di rito bizantino.
- Liturgia di San Gregorio Teologo - celebrata nei giorni festivi. Anche l'anafora di questa liturgia appartiene al rito bizantino.
- Liturgia di Cirillo di Gerusalemme - celebrata durante il Digiuno di Natale e Quaresima. È l'unica liturgia copta a includere l'anafora di tipo alessandrino-romano. L'anafora rivela una somiglianza con il canone romano, storica preghiera della Messa latina. Sotto molti aspetti, questa liturgia può essere considerata l'erede della liturgia di Marco Apostolo.

La struttura generale di tutti e tre i riti della liturgia copta è simile: 
- proskomidia
- Liturgia della parola
- Liturgia dei fedeli: lettura del Credo, anafora, presentazione dei Santi Doni, rottura del Pane, lettura della preghiera del Signore, offerta dei doni, comunione, preghiere di ringraziamento e benedizioni. In generale, il culto copto è vicino al bizantino, sebbene sia stato influenzato dal rito della Siria occidentale. Nel rito copto ci sono una serie di caratteristiche tipiche dei servizi religiosi ebraici dell'Antico Testamento. La dominazione araba ha portato una serie di caratteristiche rituali simili a quelle islamiche.

Tra i tratti caratteristici delle liturgie copte, vale la pena notare il rito di presentazione dei Doni, durante il quale il sacerdote impone la benedizione con la mano destra, toccando i Doni con la mano sinistra e la cerimonia del segno della croce - il sacerdote immerge l'indice nella coppa con il vino consacrato e disegna una croce sul pane. Altre differenze rispetto al rito bizantino sono quattro letture del Nuovo Testamento nella Liturgia della parola (dalle Lettere di Paolo, i Sinodi, gli Atti degli Apostoli e il Vangelo) e l'assenza dell'inno cherubico all'inizio della liturgia dei fedeli. 
Il pane eucaristico di rito copto è una prosfora con 12 croci stampate su di essa e il testo del Trisagion. La comunione si distribuisce sempre sotto le due specie.. 
La lingua liturgica del rito copto era in origine greca . Dopo lo scisma causato dal Concilio di Calcedonia, fu completamente sostituito dal copto, più precisamente dal dialetto nordico (boheriano). Nel rito copto, solo alcuni proclami sono attualmente in greco durante la liturgia. La lingua copta fu l'unica lingua liturgica fino al XVII secolo, poi la lingua araba iniziò gradualmente a soppiantarla. Attualmente, la maggior parte dei servizi divini viene eseguita in arabo, le preghiere più famose vengono lette in copto, la lettura delle Sacre Scritture si svolge in due lingue, i canti, di regola, in arabo. I libri liturgici sono stampati in due lingue in testi paralleli, la parte rituale è solo in arabo.
Le vesti liturgiche sono simili alle vesti del rito bizantino, una caratteristica è l'efod posto sulla testa e sulle spalle. Esistono diverse coperte che enfatizzano la riverenza per il contatto con oggetti sacri.
Il tipo più comune di inni sono i "salmi", una specie di strofe o inni brevi della tradizione greca. Un certo numero di canti furono presi in prestito dagli ortodossi nel periodo successivo allo scisma. Il canto intensivo e ritmico è proprio del rito copto; vengono utilizzati strumenti a percussione e a fiato, tra cui timpani.

## Sacramenti

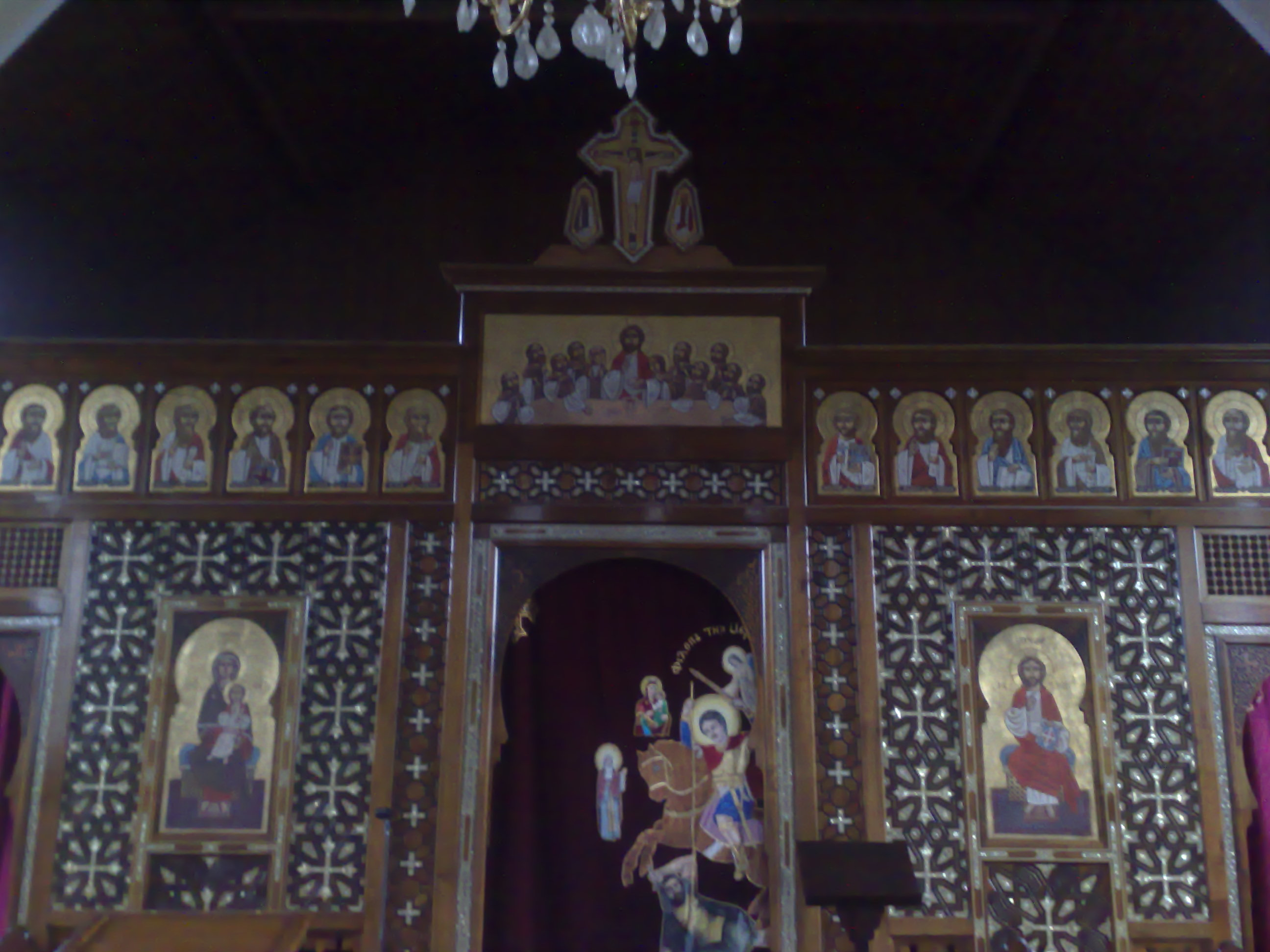
Iconostasi di una chiesa copta

La liturgia del sacramento del battesimo è complessa e lunga: comprende l'unzione ripetuta di olio e le letture della confessione di fede. Il sacramento della Confermazione si tiene sempre immediatamente dopo il battesimo e comprende 36 unzioni del santo crisma. Il matrimonio e l'unzione degli infermi sono simili ai riti bizantini corrispondenti. 

## Calendario
Il rito copto usa il suo antico calendario. L'anno della chiesa inizia il 29 agosto (1 thoth). Nel calendario liturgico ci sono sette grandi feste: l'Annunciazione, la Natività di Cristo, l'Epifania, l'ingresso a Gerusalemme, la Risurrezione di Cristo, l'Ascensione e la Pentecoste. È anche celebrato un gran numero di altre festività, tra cui le distinte Dormizione di Maria ( 16 gennaio ) e la sua Assunzione (22 agosto). Una festa specifica per il rito copto è il giorno dell'arrivo della Sacra Famiglia in Egitto (19 maggio).. 
Sono previsti 5 digiuni nel calendario copto. Il mese di kiac, che precede il Natale, è appositamente dedicato alla Vergine Maria.  Alla Madre di Dio è anche dedicata il 21º giorno di ogni mese. 

## Architettura

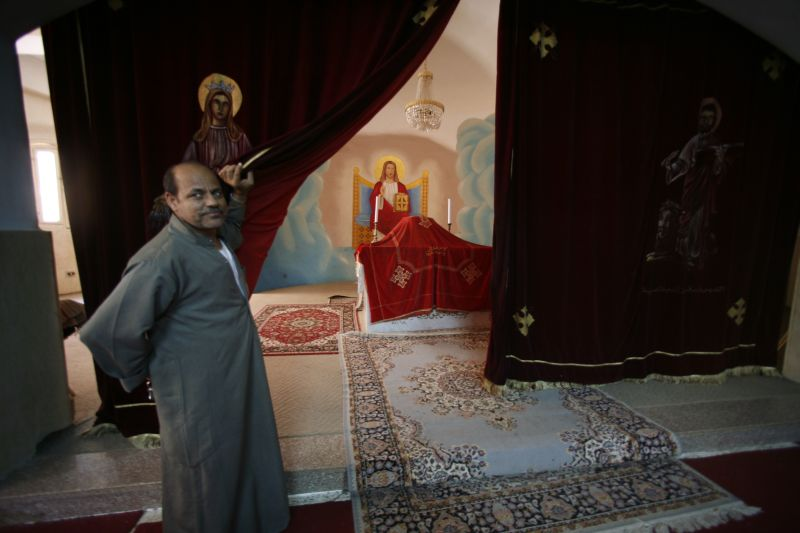
Altare nella Cattedrale di San Simeone, Cairo.

La disposizione architettoniche delle chiese copte è simile a quella ortodossa. La parte dell'altare è separata dalla parte principale del tempio da una barriera scolpita. Il ruolo delle porte reali, di regola, è svolto da un velo, che viene aperto in determinati momenti del culto. Uomini e donne sono separati nel tempio, a volte la parte maschile del tempio è separata dalla femminile tramite una partizione. La partizione dell'altare, contrariamente alla tradizione ortodossa, non serve necessariamente come iconostasi - le icone possono essere posizionate su di essa, ma possono essere completamente assenti e situate in altre parti della chiesa. I parrocchiani durante il culto sono seduti su panche o sedie speciali disposte in file. 
Il rito copto è noto per un'antica e peculiare tradizione di pittura di icone, significativamente diversa dai canoni bizantini. 